# Pseudocheilinus tetrataenia
Pseudocheilinus tetrataenia là một loài cá biển thuộc chi Pseudocheilinus trong họ Cá bàng chài. Loài cá này được mô tả lần đầu tiên vào năm 1960.

## Từ nguyên
Tính từ định danh tetrataenia bắt nguồn từ tiếng Latinh (tetra: "bốn" + taenia: "ruy băng") có nghĩa là "có bốn dải sọc", hàm ý đề cập đến bốn dải sọc màu xanh lam óng ở loài cá này.

## Phạm vi phân bố và môi trường sống
P. tetrataenia có phạm vi phân bố tập trung chủ yếu ở Trung Thái Bình Dương, thưa thớt hơn ở phía tây. Loài cá này đã được ghi nhận tại quần đảo Ogasawara; quần đảo Mariana; quần đảo Marshall; New Caledonia; quần đảo Hawaii và đảo Johnston; Tonga; quần đảo Samoa; những quần đảo thuộc Polynesia thuộc Pháp.
P. tetrataenia sinh sống gần các rạn san hô ở độ sâu từ 6 đến ít nhất là 44 m.

## Mô tả
Chiều dài cơ thể tối đa được ghi nhận ở P. tetrataenia là 7,5 cm. Cơ thể có 4 sọc ngang màu xanh óng viền đen ở hai bên thân trên; thân trên có màu vàng da cam; thân dưới có màu lục xám. Mống mắt màu đỏ với cặp sọc trắng nằm trên và dưới con ngươi. Một đường sọc màu trắng từ môi dưới băng xuống gốc vây ngực đến bụng. Đuôi cụt, hơi bo tròn.
Số gai ở vây lưng: 9; Số tia vây ở vây lưng: 11 - 12; Số gai ở vây hậu môn: 3; Số tia vây ở vây hậu môn: 9.

## Sinh thái và hành vi
Thức ăn của P. tetrataenia là các loài thủy sinh không xương sống. Chúng là loài khá nhát, thường ẩn mình dưới gốc của các rạn san hô, nhất là san hô Pocillopora meandrina.
Loài cá này thường được đánh bắt bởi giới buôn bán cá cảnh.